# Max Imhof
Max Imhof (* 11. März 1928 in Kerzers, Kanton Freiburg; † 5. Februar 2017 in Bern) war ein Schweizer Lehrer und Klassischer Philologe.

## Leben
Max Imhof, der Sohn des Tierarztes Jakob Imhof und der Marie Rosa geb. Neukomm, besuchte die Volksschule in Kerzers und ab dem Frühjahr 1940 das Städtische Progymnasium bzw. (ab 1943) Gymnasium in Bern, wo er im Herbst 1947 die Matura Typus A ablegte. Anschliessend studierte er ab dem Wintersemester 1947/48 an der Universität Bern Germanistik, Geschichte, Griechisch und Archäologie. Das Sommersemester 1951 verbrachte er an der Universität Tübingen. Danach verlegte er seinen Schwerpunkt auf die Klassische Philologie mit dem Hauptfach Griechisch, behielt aber Latein, Archäologie und Deutsch bis zum Abschluss bei. Im Mai 1953 bestand Imhof in Bern die Diplomprüfung für das höhere Lehramt in den Fächern Griechisch und Latein. Er unterrichtete als Vertretungslehrer an verschiedenen Gymnasien und Sekundarschulen und bereitete daneben seine Promotion zum Dr. phil. vor, die er im Sommer 1953 erreichte.
Ein Stipendium des Schweizerischen Altphilologenverbandes ermöglichte es Imhof, vom 1. November 1955 bis zum 31. März 1957 beim Thesaurus Linguae Latinae in München zu arbeiten. Er verfasste dort Stichwörter für den Band VII 2. Anschliessend unterrichtete er als Gymnasialprofessor Griechisch und Latein in Bern und hielt daneben die Verbindung zur wissenschaftlichen Sphäre. Nach einem Aufenthalt als Stipendiat am Istituto Svizzero di Roma (1961/62) habilitierte er sich 1965 an der Universität Bern im Fach Klassische Philologie. Die Universität ernannte ihn 1970 zum ausserordentlichen Professor im Nebenamt; gleichzeitig wurde Imhof in die kantonale Maturitätskommission aufgenommen und 1974 zu ihrem Vorsitzenden gewählt. 1992 trat Imhof in den Ruhestand.

## Schriften (Auswahl)
- Tetrameterszenen in der Tragödie. In: Museum Helveticum. Band 13 (1956), S. 125–143.
- Bemerkungen zu den Prologen der sophokleischen und euripideischen Tragödien. Winterthur 1957 (Dissertation, Universität Bern).
- Invictus. Beiträge aus der Thesaurusarbeit X. In: Museum Helveticum. Band 14 (1957), S. 197–215.
- Euripides’ Ion. Eine literarische Studie. Bern / München 1966 (Habilitationsschrift).
- Euripides’ Ion und Sophokles’ Oedipus auf Kolonos. In: Museum Helveticum. Band 27 (1970), S. 65–89.